# Kudan AR SDK
Kudan AR SDK (クダン AR SDK) は、拡張現実 (AR) のコア技術であるコンピューター ビジョンのリーディング カンパニーであるＫｕｄａｎ株式会社 (以下、Kudan) が開発したモバイル アプリケーション開発向けの高度な SDK である。
日本での販売およびサポートは、 エクセルソフト株式会社が行っている。

## 概要
高品質な認識精度を誇るマーカータイプ AR および Kudan 独自の CV 技術 (コンピューターがカメラなどを通じて取得した画像/映像を解析し、視覚処理する技術) をベースにしたマーカーレス AR を提供する SDK である。iOS、Android デバイスに対応し、さらに Unity プラグインを提供するため、OS に依存せず、プラットフォームの垣根を超えて幅広いデバイスで利用可能である。

## 会社概要
Ｋｕｄａｎ株式会社は、モバイル向け AR SDK および組込向けソ フトウェア ライブラリを提供するコンピューター ビジョンのリーディング カンパニーである。高速かつ低負荷で、カメラのイメージから、デバイスの自己位置認識と周囲の地図を作成可能な空間・立体認識技術 「Kudan SLAM (Simultaneous Localization and Mapping)」を独自に研究および開発した。実用性と汎用性を併せ持ち、他のデバイス、カメラ、センサーなどと組合せできる。幅広い活用シーンは、AR、VR、MRの分野、自動運転、ドローン、ロボティックス、半導体チップへの組込みなど、カメラを搭載可能なあらゆるデバイスを対象とする。そのため、横断的に活用される技術インフラとなることが想定される。